# À Cœur Joie (association)
Pour les articles homonymes, voir ACJ et À cœur joie (film).
 (juin 2012).
Si vous disposez d'ouvrages ou d'articles de référence ou si vous connaissez des sites web de qualité traitant du thème abordé ici, merci de compléter l'article en donnant les références utiles à sa vérifiabilité et en les liant à la section « Notes et références ».
À Cœur Joie (ACJ) est une association de chant choral amateur, devenue internationale, fondée en 1948 en France par Reine Bruppacher et César Geoffray.
L'association est membre fondateur de la fédération chorale européenne Europa Cantat (créée entre 1960 et 1961, sous l'impulsion de César Geoffray en France et de Gottfried Wolters en Allemagne). À Cœur Joie est aussi à l'origine de la Fédération internationale pour la musique chorale (FIMC ou IFCM).

## Histoire
À Cœur Joie est née de la rencontre entre César Geoffray professeur au conservatoire de Lyon, humaniste et musicien, et les cadres du mouvement Scouts de France dans le cadre des émissions de radio en 1940 destinée à la jeunesse. Il écrit quelques chants, les leur enseigne, leur fait chanter, et les publie dans un livret qu'il intitule À Cœur Joie. Il reçoit des demandes d’autres livrets.
César Geoffray a trouvé une application des principes du peintre Albert Gleizes, fondateur de la communauté d'artistes Moly-Sabata, à laquelle Geoffray appartenait : « Un art tout entier offert au service des hommes sans culture musicale, qui sait selon les besoins de l’heure, se faire simple comme une assiette de terre… » De nombreux jeunes se retrouvent derrière lui ; ainsi naîtra À Cœur Joie, avec sa méthode, ses stages de pédagogie, son répertoire, et plus tard ses éditions.
L'idée naît dans un train à la fin du mois d'août 1947, de retour du jamboree de Moisson. César Geoffray et son ami Christian Legros imaginent et dessinent ensemble le projet d'un mouvement d'éducation populaire dédié au chant choral.
Le mouvement se constitue officiellement en 1948. César Geoffray sera le directeur, Christian Legros le vice-président cofondateur. Il se structure par la suite en devenant une association loi de 1901 en 1950 et reste lié au scoutisme. La même année a lieu un premier rassemblement de sept cents jeunes au château de Chamarande. En 1950, le nouveau mouvement « À Cœur Joie », issu de la chorale du scoutisme français, tenait sa première réunion nationale à Chamarande. Les sept cents choristes, venus de France, Algérie, Maroc et Allemagne, campèrent dans le parc et se réunirent dans le château durant quatre jours. Ils interprétèrent ensuite à la salle Pleyel la cantate de César Geoffray Le jour n’a point d’ombre. En aout 1951, un camp de Meneurs de chant est organisé toujours à Chamarande. Les chanteurs de l'association sont répartis sur tout le territoire français, mais aussi dans de nombreux pays d'Europe.
En 1947, Christian Wagner, élève de César Geoffray au conservatoire de Lyon, fonde la première « chanterie ». Elle fera école et Christian Wagner organise en 1954 la « branche jeunes » qui se nommera les chanteries À Cœur Joie. Le mot « chanterie » devient dès lors générique pour signifier en France un chœur d’enfants non religieux (pour distinguer d’avec les maîtrises religieuses ou manécanteries).
Après une rencontre entre César Geoffray et Théo Desplans, maire de Vaison-la-Romaine, l'association À Cœur Joie réunit ses adhérents dans cette ville dans laquelle un théâtre romain est en mesure d'accueillir un grand nombre de participants. Jusqu'en 1955 César Geoffray reste maitre de chant des Scouts de France.
En 1953, la première rencontre chorale appelée les Choralies est organisée à Vaison-la-Romaine. De nombreux concerts y sont organisés. Les Choralies ont lieu depuis tous les trois ans ; les vingt-quatrièmes ont eu lieu en 2022, rassemblant plus de cinq mille participants pendant neuf jours.
En 1962, ce sont les Cantilènes, chorales d'adolescentes (les garçons étant rares dans les chorales à l'âge de la mue), qui sont créées par Suzanne Gaillard et dont le premier président fut Max Chevalerin.
C'est en 1976 que sont créées les éditions À Cœur Joie en SARL (jusqu'à cette date, les partitions sous le label ACJ étaient publiées « administrativement » par les Presses d’Île-de-France), liées au scoutisme.
En 1978 ont lieu les premières Cantillies, rassemblant des enfants de huit à quatorze ans. Elles ont également lieu tous les trois ans. 2011 a vu la douzième édition de ces rencontres.

## Organisation

### En France
Organisée depuis 1950 sous la forme d'une association loi de 1901, l'organisation À CœurJoie bénéficie de la reconnaissance d'utilité publique et de l'agrément Jeunesse et éducation populaire. Elle est conventionnée avec les ministères.
Doté d'une gouvernance démocratique, l'association rassemble des membres individuels, et des choeurs adhérents (personnes morales). Les membres sont également regroupés de droits dans des associations régionales (pôles) où ils peuvent organiser des activités et collaborer au niveau local.
À Cœur Joie France regroupe trois cent chorales, représentant plus de dix mille chanteurs et chefs de choeurs.
Elle s'appuye sur un secrétariat national basé à Lyon.

### A l'international
L'association est présente dans divers pays :
- en Belgique, où À Cœur Joie Belgique regroupe quelque deux cents chorales;
- au Québec, avec l’Alliance chorales du Québec, qui regroupe deux cent trente cinq chorales représentant plus de dix mille choristes.
- en Suisse, où À Cœur Joie Suisse regroupe vingt-cinq chorales totalisant mille deux cents membres.
- en Grande-Bretagne, où Sing for Pleasure regroupe dix chorales, représentant cinq cents choristes ;
- en Allemagne, où la Fédération des chorales franco-allemandes regroupe douze chorales en France et en Allemagne ;
- en Roumanie, où elle regroupe vingt-neuf chorales depuis 1996 ;
- au Congo-Kinshasa avec la Fédération des chorales congolaises ;
- au Gabon, où À Cœur Joie Gabon regroupe onze chorales, représentant trois cents choristes ;
- au Togo avec l'Association togolaise de compositeurs de musique chorale qui compte cinq cent soixante douze membres ;
- en Côte d'Ivoire, au Bénin, au Sénégal;
- en Algérie, au Maroc, au Liban, en Israël.

Les responsables des organisations des différents pays se réclamant d’À Cœur Joie étaient réunis dans un conseil international qui a pris la forme d'une association de droit français : À Cœur Joie International. Elle est reconnue comme organisation internationale non gouvernementale (OING) par l’Organisation internationale de la francophonie.

## Activités
L'association se donne pour mission d'être une tête de réseau pour le secteur choral amateur.
En partenariat avec ses partenaires culturels, elle propose des activités de :
- Mise en réseau et accompagnement de ses membres
- Développement du secteur choral en France (recherche, plaidoyer, interassociatif).
- Loisirs pour chanteurs
- Formation pour chanteurs et chefs
- Festival international : les Choralies
- Edition de répertoire choral